# 滋賀県道279号落川高月線
滋賀県道279号落川高月線（しがけんどう279ごう おちかわたかつきせん）は、滋賀県長浜市を通る一般県道である。

## 概要
長浜市高月町落川から長浜市高月町高月に至る。
2つの国道を東西に結び、ほぼ中間には鉄道駅がある。

### 路線データ
- 起点：長浜市高月町落川（阿弥陀橋交差点、国道365号交点）
- 終点：長浜市高月町高月（高月交差点、国道8号交点、滋賀県道252号南浜山本高月線終点）
- 総延長：1.0 km

## 地理

### 通過する自治体
- 長浜市

### 交差する道路
| 交差する道路                        | 交差する場所 | 交差する場所          |
| ----------------------------------- | ------------ | --------------------- |
| 国道365号                           | 高月町落川   | 阿弥陀橋交差点 / 起点 |
| 滋賀県道280号井口高月線             | 高月町高月   |                       |
| 国道8号 滋賀県道252号南浜山本高月線 | 高月町高月   | 高月交差点 / 終点     |

### 交差する鉄道
- 北陸本線

### 沿線
- 田中工業
- 新木産業
- 神高槻神社
- JR西日本北陸本線 高月駅
- 滋賀銀行 高月支店
- 高月郵便局